# Jørgen Bentzon
Pour les articles homonymes, voir Bentzon.
Jørgen Bentzon (14 février 1897, Copenhague - 9 juillet 1951, Hørsholm) est un compositeur danois élève de Carl Nielsen et de Sigfrid Karg-Elert. Magistrat à Copenhague, il se consacre particulièrement à la promotion de l'éducation musicale. Il participe à la fondation d'une école nationale de musique en 1931.

## Œuvres
- op. 1 Variations sur un thème de Chopin (piano)
- op. 2 Divertimento (trio à cordes - 1921)
- op. 3 Quatuor à cordes n° 1 (1922)
- op. 5 Ouverture dramatique
- op. 6 Quatuor à cordes n° 2 (1924)
- op. 7 Sonatine (clarinette, flûte et basson (1924)
- op. 9 3 mélodies for chœur (1925)
- op. 10 Étude rapsodique pour cor anglais (1926)
- op. 11 Quatuor à cordes n° 4 (Præludio patetico 1925)
- op. 12 Variazioni interotti (1926)
- op. 13 4 mélodies (sur invitation 1927)
- op. 14 Thème et variations (clarinette solo 1927)
- op. 15 Quatuor à cordes n° 5 (1928)
- op. 16 Trois esquisses expressives (violon et violoncelle 1927)
- op. 17 Variations sur une chanson folklorique du Danemark (1928)
- op. 18 Trio symphonique (1929)
- op. 19 5 mélodies(1931)
- op. 20 Hvem vil med op at flyve
- op. 21 Mélodies (Nuits d'automne, navire )
- op. 22 Petites mélodies
- op. 23 Musikantisk concertino
- op. 24 Intermezzo (violon et clarinette 1935)
- op. 25 Racconto n° 1 (flûte, saxophone soprano, basson et contrebasse 1935)
- op. 26 3 Fables (chœur)
- op. 28 Variations pour orchestre
- op. 27 Photomontage (orchestre 1934)
- op. 28 Variations pour petit orchestre (1936)
- op. 30 Racconto n° 2 (flûte, violon, alto et violoncelle 1936)
- op. 31 Racconto n° 3 (flûte, clarinette et basson 1937)
- op. 32 Un conte romain (chœur, soli et piano 1938)
- op. 33 Symphonia seria
- op. 34 Études sous forme de variations(1938)
- op. 35 Symphonia bouffe (1939)
- op. 36 Mélodie (Lyse Land ….)
- op. 37 Symphonie n° 1 (Symphonie Dickens 1941)
- op. 38 Mélodie (vieille à roue 1938)
- op. 39 Concerto pour chambre n° 3. (clarinette solo et orchestre 1943)
- op. 40 Jorum (chœur 1943)
- op. 41 Sinfonietta pour orchestre à cordes (1941)
- op. 42 Fabula
- op. 43 Sonate pour piano n° 1 (1946)
- op. 44 Microphonie n° 1 (flûte, violon, violoncelle, chant et piano 1939/1948)
- op. 45 Racconto n° 4 (violon, cor anglais et piano 1944)
- op. 46 Racconto N° 5. (quatuor à vents 1948)
- op. 49 Racconto n° 6 (quatuor à cordes 1949)

- Intermezzo en Ré mineur (violon et clarinette 1924)
- Intermezzi espressivi (1926)
- Sonate (1927)
- Musique du matin et du soir (1931)
- Introduction, Variations et Rondo (saxophone alto et cordes 1938)
- Saturnalia (opéra d'après Apulée 1944)
- Sonatine (1945)
- Symphonie n° 2 (1947)
- Musikantisk concertino 1950??
- 5 monologues pour violon 1951

## Source de la traduction
- (da) Cet article est partiellement ou en totalité issu de l’article de Wikipédia en danois intitulé « Jørgen Bentzon » (voir la liste des auteurs).